# Grant Shapps
Grant Shapps (Watford, 1968. szeptember 14. –) brit konzervatív politikus, 2022 októbere óta a Sunak-kormány kereskedelemért, energiáért és iparért felelős minisztere. 2019 és 2022 között az első és második Johnson-kormány közlekedési minisztereként, valamint is belügyminiszterként funkcionált a Truss-kormány utolsó hat napjában. Shapps az alsóház tagja, a 2005-ös általános választás óta Welwyn Hatfield választókerület parlamenti képviselője.
David Cameron miniszterelnöki kinevezését követően Shapps lakhatásért és önkormányzatért felelős államminiszter lett. A 2012-es kormányátalakítás során a Konzervatív Párt chairmanjévé „léptették elő”. 2015 májusában nemzetközi fejlesztésért felelős államminiszter lett. 2015 novemberében zaklatás vádja miatt lemondott ezen posztjáról.

## Fordítás
Ez a szócikk részben vagy egészben  a   Grant Shapps című angol Wikipédia-szócikk ezen változatának fordításán alapul.  Az eredeti cikk szerkesztőit annak laptörténete sorolja fel. Ez a jelzés csupán a megfogalmazás eredetét és a szerzői jogokat jelzi, nem szolgál a cikkben szereplő információk forrásmegjelöléseként.